# Semin (Nguntoronadi)
Semin is een bestuurslaag in het regentschap Wonogiri van de provincie Midden-Java, Indonesië. Semin telt 2328 inwoners (volkstelling 2010).